# Hur kan jag tro på kärlek
Hur kan jag tro på kärlek är en låt från 2010 skriven av Niclas Lundin, Tony Malm och Kenneth Gärdestad. Låten framfördes av Erik Linder i den tredje deltävlingen av Melodifestivalen 2010 i Göteborg.
Låten testades på Svensktoppen den 4 april 2010, men missade listan.

## Listplaceringar
| Lista (2010) | Topplacering |
| ------------ | ------------ |
| Sverige      | 38           |

### Fotnoter
1. ↑  Hur kan jag tro på kärlek
2. ↑  Svensktoppen 4 april 2010
3. ↑  Svensktoppen 11 april 2010
4. ↑  Listplacering